# John Levison Gower
El general John Leveson-Gower (/ˈluːsən ˈɡɔər/ loosen-gore) (25 de junio de 1774-14 de septiembre de 1816) fue un noble y oficial del Ejército británico que tuvo una rápida carrera a fines del siglo XVIII y comienzos del XIX. Prestó servicios en Gibraltar, las Antillas, Holanda y su propio país. Fue el segundo al mando en la malograda invasión al Río de la Plata de 1807.

## Biografía
Hijo del almirante John Leveson Gower -a su vez, hijo de John, 1.er Conde de Gower- y de Frances Boscawen, hija del almirante Edward Boscawen, nació el 25 de junio de 1774.
Nacido en el seno de una importante familia, tras efectuar sus estudios en Harrow (1786-1790) tuvo una rápida carrera en el Ejército Británico. En 1791 era insignia en el regimiento 1 de infantería, adquirió la promoción al grado de teniente en el Regimiento N° 19 de Infantería en abril de 1792. Ascendió a capitán del Regimiento N° 9 de infantería (9th Foot) en enero de 1793, luego a mayor en el Cuerpo de Nueva Gales del Sur (New South Wales Corps) y a teniente coronel en el regimiento N° 63 en julio de 1794. 
Entre 1793 y 1796 estuvo asignado a las Indias Occidentales. En 1796, regresó a instancias del hermano de su madre, George Boscawen, 3.er Vizconde Falmouth. El 30 de mayo de ese año se convirtió en miembro de la Cámara de los Comunes en representación de Truro, pequeña localidad de Cornualles en la que su familia materna ejercía un influyente patronazgo. Mantuvo su banca hasta 1802 y durante esos años continuó obteniendo ascensos en su carrera militar: en 1797 pasó al 31.º de infantería y en 1799 fue ascendido a coronel.
Fue edecán del rey en 1800 y en 1803 pasó a revistar en la reserva.
En 1805 fue promovido a mayor general, con media paga, y con ese rango fue destinado como segundo del general John Whitelocke y comandante de la vanguardia en la malograda segunda invasión inglesa del Río de la Plata. 
Tras la dura derrota a manos de las milicias porteñas en el ataque a Buenos Aires de julio de 1807, Leveson-Gower se vio involucrado en el proceso que se siguió al año siguiente que finalmente concentró las culpas en su comandante. No obstante, Gower tuvo serias responsabilidades en el fracaso, especialmente por sus desinteligencias con Whitelocke, su decisión de no avanzar sobre la ciudad tras la victoria inicial en el combate de Miserere y las negociaciones que obligaron a devolver las plazas capturadas en la banda oriental del Río de la Plata.
Pese a haber salido indemne, su carrera no prosperó. Si bien en 1812 fue promovido al grado de teniente general no participó en las acciones en la península ibérica a diferencia de muchos de sus compañeros en las expediciones de 1806 y 1807. Murió el 14 de septiembre de 1816 en su residencia de Bill Hill, Berkshire, a los 47 años de edad.
Había casado el 27 de diciembre de 1796 con Isabella-Mary, hija de Philip Bowes Broke, con quien tuvo varios hijos: John, su sucesor, Edward (capitán de la brigada de rifles), Mary, Isabella y Anastasia.
Leveson Gower tenía un stud que fue vendido a su muerte. Dos de sus caballos, Maid of Orleans (1809) y Landscape (1816) triunfaron en el Oaks Stakes, en Epsom.